# Comté de Greene (Missouri)
Pour les articles homonymes, voir Comté de Greene.
Le comté de Greene (en anglais : Greene County) est un comté du Missouri aux États-Unis. Le siège du comté se situe à Springfield. Le comté fut créé en 1833 et nommé en hommage au général Nathanael Greene.  Au recensement de 2020, la population était constituée de 298.915 individus.

## Géographie
Selon le bureau du recensement des États-Unis, le comté totalise une surface 1.755 km² dont 7 km² d’eau. 

### Comtés voisins
- Comté de Polk (Missouri)  (nord)
- Comté de Dallas (Missouri)  (nord-est)
- Comté de Webster (Missouri)  (est)
- Comté de Christian (Missouri)  (sud)
- Comté de Lawrence (Missouri)  (sud-ouest)
- Comté de Dade (Missouri)  (nord-ouest)

### Routes principales
- Interstate 44
- U.S. Route 60
- U.S. Route 65
- U.S. Route 66 (1926-1979)
- U.S. Route 160
- Missouri Route 13
- Missouri Route 125
- Missouri Route 266

## Démographie
Selon le recensement de 2000, sur les 240.391 habitants, on retrouvait 97.859 ménages et 61.846 familles dans le comté. La densité de population était de 138 habitants par km² et la densité d’habitations (104.517 au total)  était de 60 habitations par km². La population était composée de 93,54 % de blancs, de 2,26 %  d’afro-américains, de 0,66 % d’amérindiens et de 1,13 % d’asiatiques.
28,30 % des ménages avaient des enfants de moins de 18 ans et 50,0 % étaient des couples mariés. 22,3 % de la population avait moins de 18 ans, 13,8 % entre 18 et 24 ans, 28,6 % entre 25 et 44 ans, 21,8 % entre 45 et 64 ans et 13,6 % au-dessus de 65 ans. L’âge moyen était de 35 ans. La proportion de femmes était de 100 pour 94,4 hommes.
Le revenu moyen d’un ménage était de 34.157 dollars.

## Villes et cités
| - Ash Grove - Battlefield - Bois D'Arc - Brookline | - Ebenzer - Fair Grove - Logan - Nogo | - Oak Grove Heights - Plano - Republic - Rogersville | - Springfield - Strafford - Turners - Walnut Grove | - Willard |

## Départements incendie et districts
En plus des cinq départements incendie de Republic et Springfield, il existe aussi dans le comté les districts :
- Ash Grove
- Battlefield
- Billings
- Brookline
- Ebenezer
- Fair Grove
- Logan-Rogersville
- Pleasant View
- Strafford
- Walnut Grove
- West Republic
- Willard